# Aferrado al rock
Aferrado al rock es el nombre del segundo álbum del grupo de rock mexicano Fongus, lanzado en 1981, y grabado en la ciudad de Guadalajara.

## Lista de canciones
1. Los huevos de la araña (3:01)
2. Banda civil (3:58)
3. Mujer de mundo (5:08)
4. Agitalo antes de usarlo (3:28)
5. Aferrado al rock (2:53)
6. He esperado mucho tiempo (3:46)
7. No me molesten (3:06)
8. Arrastrado (3:16)
9. No me calientes (3:14)

- Datos: Q5659435